# 鄭賢
鄭賢（1426年—？），字時舉，直隸廣平府肥鄉縣人，明朝政治人物。進士出身。

## 生平
順天府鄉試第八十九名。天順四年（1460年）庚辰科會試第六十名，殿試登進士第三甲第七十一名。

## 家族
曾祖鄭積善。祖父鄭海。父亲鄭興。